# Creu de l'Obac
La Creu de l'Obac és una creu de terme de Navars (Bages) situada al costat d’un camí que condueix al turó on hi havia el castell de Torroella i la primitiva església de Sant Salvador de Torroella.

## Descripció
Consta d’una grada de pedra, de planta quadrada, formada per tres graons i, al seu damunt, un pedestal cúbic i la creu. La creu actual és de ferro, però originàriament devia ser de pedra. Segons una inscripció a la mateixa creu, que diu “José Aubac 1882”, aquest any el propietari de la masia propera de l’Obac devia col·locar-la sobre el pedestal. La creu té la particularitat d’estar formada, en la seva arrencada, per tres barres separades que s’ajunten una mica més amunt. A més, el pal de la creu és lleugerament ondulat.

## Història
No hi ha notícies documentals d’aquesta creu, però la seva base de pedra podria ser d’origen medieval, mentre que la creu de ferro actual l'hi va col·locar el 1882 Josep Aubac. La creu es troba al peu d’un camí, probablement medieval, que conduïa al cim del turó on hi havia l'antic castell de Torroella i l’església de Torroella Vell. La creu marcaria l'inici de l'ascens cap al turó. En la pujada el camí està reforçat amb uns sòlids i espectaculars murs de característiques ciclòpies. Tot fa pensar que aquest camí defensava l’accés al castell pel flanc sud-est del turó. Després que a principis del segle XVII es construís la nova església parroquial de Torroella, aquest camí comunicava l'església primitiva i la nova. A més, la creu indicava també el límit de les terres del mas Obac, situat uns 350 m al sud. En aquest mateix camí, un quilòmetre més al sud, hi ha una altra creu de terme, aquesta més modesta. És la creu de l'Alzina, situada prop d'aquesta masia.